# Glasgow
Glasgow (Schots-Gaelisch: Glaschu, Schots: Glesca of Glesga) is een raadsgebied met de officiële titel van city, en het is met 626.000 inwoners de grootste stad van Schotland en de op twee na grootste stad in het Verenigd Koninkrijk. Glasgow (ONS-code S12000049) is als zodanig een van de lieutenancy areas. De stad is een van de belangrijkste industrie- en handelssteden met onder andere grote scheepswerven.
De hele stad is, afgezien van een klein aantal bouwwerken (in de eerste plaats Glasgow Cathedral) ontstaan na pakweg 1800. Van beslissende betekenis voor de groei van de stad was het uitbaggeren van de Clyde tot een haven waar ook de grootste schepen binnen kunnen lopen. Voor pakweg 1800 kon men de rivier bij eb te voet oversteken. In de omgeving aanwezige kolen en ijzererts dragen bij aan de economische bloei.
Na de grote bloeiperioden (Glasgow wordt begin 20e eeuw de Second city of the Empire genoemd) treedt na de Tweede Wereldoorlog het verval in. Door veel investering in cultuur en architectuur komt Glasgow er weer deels bovenop en de stad wordt in 1990 uitgeroepen tot Culturele hoofdstad van Europa. Later in 1999 wordt de stad uitgeroepen tot Britse Stad van Architectuur en Design.
Bovendien wordt Glasgow beschouwd als de op een na beste winkelbestemming in het Verenigd Koninkrijk, na Londen. De belangrijkste winkelstraat van de stad is Buchanan Street. Het gebied rond Buchanan Street, Argyle Street, en Sauchiehall Street, de zogenaamde Golden Z is vrijwel volledig autovrij. Aan deze straten bevindt zich een groot aanbod van diverse winkels en enkele enorme winkelcentra.

## Geschiedenis
Rondom het huidige Glasgow hebben sinds lange tijd mensen geleefd vanwege de gunstige ligging aan de rivier de Clyde voor visvangst. Omstreeks 80 n.Chr. vestigden de Romeinen een buitenpost bij Glasgow, dat toen Cathures heette. Rond 140 n.Chr. bouwden de Romeinen de Muur van Antoninus om het Romeinse Brittannië te scheiden van het Keltische en Pictische Caledonia. De overblijfselen van de muur zijn in de omgeving van Glasgow nog zichtbaar. 
Glasgow zelf werd in de 6e eeuw gesticht door de christelijke missionaris Sint-Mungo, ook wel Sint-Kentigern genoemd. Ter plekke van de huidige kathedraal bouwde Sint-Mungo een kerk, waardoor Glasgow in de daaropvolgende jaren uitgroeide tot religieus centrum. De wonderen die men Sint-Mungo toeschrijft zijn nog terug te zien in het stadswapen.
Over de geschiedenis van Glasgow is weinig bekend, tot het in de 12e eeuw tot stad uitgroeide en met de bouw van de Sint-Mungokathedraal werd aangevangen. In 1451 werd bij pauselijke bul de Universiteit van Glasgow opgericht. Aan het begin van de 16e eeuw was Glasgow een belangrijk religieus en academisch centrum geworden.
Met de opkomst van de Industriële Revolutie verkregen de handelaars en vaklieden in Glasgow een invloedrijkere positie, wat de macht van de kerk verminderde. Door de scheepvaart op de Clyde werd Glasgow een bedrijvig handelscentrum en fungeerde het als poort naar Edinburgh en de rest van Schotland. Glasgows positie in het Britse Rijk maakte het tot overslaglocatie voor handel met de Britse koloniën. De toegang tot de Atlantische Oceaan vergemakkelijkte de invoer van Amerikaanse tabak, die vervolgens in geheel Europa verkocht werd. Handel met de Caraïben leidde tot de import van suiker. Vanaf de jaren 1770 werd het door het uitbaggeren van de Clyde mogelijk met grotere schepen op de rivier te varen, wat de basis legde voor de industrie en scheepsbouw in de 19e eeuw.
Door de overvloed aan steenkool en ijzererts uit Lanarkshire werd Glasgow een industriestad. Ook de katoenindustrie en textielproductie floreerden. Arbeiders uit Schotland, Ierland en de rest van Europa togen naar deze groeiende stad. Zij waren veelal gedwongen te wonen in overvolle wijken met laagwaardige huisvesting, zoals Gorbals. Ook na de Tweede Wereldoorlog had Glasgow de hoogste bevolkingsdichtheid van alle Britse grootsteden. Op een acre woonden in Glasgow 36,2 personen, in Liverpool 31,5, in Manchester 28,1 en in Edinburgh 13,5 personen. Door de Industriële Revolutie werd Glasgow een van de rijkste steden van de toenmalige wereld. Kapitaalkrachtige handelaren financierden de ontwikkeling van parken, musea en bibliotheken. In Glasgow vonden internationale industrietentoonstellingen plaats, zoals in 1888 in Kelvingrove Park en in 1938 de Empire Exhibition in Bellahouston Park.
Op 31 januari 1919 werden bij de zogeheten Battle of George Square tanks ingezet tegen een staking voor de 40-urige werkweek. Na de Eerste Wereldoorlog leed Glasgow onder de mondiale economische neergang. Hoewel er in Glasgow wederom schepen en treinen geproduceerd werden, ontstond er concurrentie door goedkopere arbeidskrachten van buiten de stad. De arbeidersklasse in de stad ontwikkelde bewustzijn voor hun situatie en werd meer politiek geëngageerd. Zo leverden de Glasgowse arbeiders een brigade ter ondersteuning van de Tweede Spaanse Republiek tijdens de Spaanse Burgeroorlog van 1936-1939.
Vanaf de jaren 1960 ging het met de economie van Glasgow bergafwaarts. In de jaren 1970 en 1980 werden staalfabrieken, kolenmijnen, motorenfabrieken, scheepswerven en andere zware industrie in de stad gesloten, wat resulteerde in massawerkloosheid en stedelijk verval. Rond de millenniumwisseling bestonden in Glasgow nog twee scheepswerven, die beiden door defensiecontracten van de regering gefinancierd werden. Midden jaren 1980 beleefde de economie van Glasgow een heropleving door de groei van de dienstensector. Er werd een zakendistrict ontwikkeld. De voormalige fabriekscomplexen in de voorsteden werden betrokken door de entertainmentindustrie.
In de jaren 1990 werd het herstel van de economische neergang in Glasgow voortgezet. Er werden investeringen gedaan in de renovatie en restauratie van gebouwen. Door deze opbouw is de leefkwaliteit van de stad toegenomen, hoewel bepaalde wijken van Glasgow nog te maken hebben met hoge armoede- en werkloosheidspercentages. Uit onderzoek bleek in 2012 dat 30,2% van de woningen in Glasgow wordt bewoond door werkloze huishoudens.

## Demografie
Glasgow had in 1900 na een snelle groei in de 19e eeuw 762.000 inwoners. Hiermee behoorde het tot de grotere steden in de wereld. De bijnaam van de stad was 'second city of the empire'. In de jaren '50 bereikte Glasgow haar bevolkingspiek met 1.089.000 inwoners. Na een bevolkingsdaling rond de millenniumwisseling (inwoners 5 april 1991: 658.379, 29 april 2001: 629.501, 2006/2007: 580.690), steeg het inwonertal in 2017 naar 621.020. De inwoners van Glasgow hebben een betrekkelijk lage levensverwachting; dit wordt ook wel het Glasgoweffect genoemd. In 2011 was 30,99% van de inwoners van Glasgow niet godsdienstig, 27,25% was rooms-katholiek en 23,07% behoorde tot de protestantse Kerk van Schotland. Hiermee is Glasgow een van de weinige gebieden in Groot-Brittannië waar het katholicisme meer aanhangers heeft dan het protestantisme.

## Bezienswaardigheden
- Glasgow Cathedral
- Glasgow Botanic Gardens
- Glasgow Tower
- Universiteit van Glasgow

## Musea
- Kelvingrove Art Gallery and Museum
- Hunterian Museum and Art Gallery
- Gallery of Modern Art (GoMA)
- Centre for Contemporary Arts (CCA Glasgow)
- People's Palace
- Riverside Museum
- Glasgow Science Centre

## Klimaat
Over het algemeen kent Glasgow, net als de rest van Schotland een gematigd zeeklimaat met relatief zachte winters en koele zomers.
| Maand                  | jan   | feb  | mrt   | apr  | mei  | jun  | jul  | aug  | sep   | okt   | nov   | dec   | Jaar    |
| ---------------------- | ----- | ---- | ----- | ---- | ---- | ---- | ---- | ---- | ----- | ----- | ----- | ----- | ------- |
| Gemiddeld maximum (°C) | 6,4   | 7,0  | 9,1   | 12,1 | 15,6 | 17,8 | 19,6 | 19,1 | 16,1  | 12,6  | 9,0   | 7,0   | 12,6    |
| Gemiddeld minimum (°C) | 1,6   | 1,7  | 2,9   | 4,4  | 7,0  | 9,7  | 11,8 | 11,5 | 9,4   | 6,7   | 3,6   | 2,2   | 6,1     |
|                        |       |      |       |      |      |      |      |      |       |       |       |       |         |
| Neerslag (mm)          | 141,7 | 99,2 | 109,5 | 60,2 | 62,8 | 63,1 | 68,3 | 84,1 | 116,4 | 131,8 | 130,6 | 137,6 | 1.205,3 |
| Bron: Metoffice.gov.uk |       |      |       |      |      |      |      |      |       |       |       |       |         |

## Sport
Celtic FC en Rangers FC zijn de toonaangevende voetbalclubs van Schotland. Er is altijd een sterke rivaliteit geweest tussen beide clubs. In 2012 ging Rangers FC failliet, maar de club maakte hetzelfde jaar nog een doorstart. In 2016 werd het kampioenschap in de Championship behaald en sindsdien is de zeer beladen Schotse derby, die ook wel Old Firm wordt genoemd, weer terug in de Scottish Premiership. Rangers FC is de club met de meeste titels van Schotland (55 per 2021) en speelt haar thuiswedstrijden in Ibrox Stadium. Celtic won als enige Schotse club in 1967 de Europacup 1 en speelt haar thuiswedstrijden in Celtic Park, het grootste voetbalstadion van Schotland. Partick Thistle FC is de derde betaaldvoetbalclub van Glasgow en speelt haar wedstrijden in Firhill Stadium.
In het stadion Hampden Park speelt Queen's Park FC haar wedstrijden. Het stadion geniet echter vooral bekendheid als thuisbasis van het Schotse nationale voetbalteam en Schotse en Europese bekerfinales. Glasgow was met Hampden Park in juni 2021 speelstad van het EK voetbal 2020.
De stad beschikt met de Commonwealth Arena and Sir Chris Hoy Velodrome over een indoor sportcomplex voor baanwielrennen, basketbal, badminton, tennis en atletiek.

### Evenementen
- In juli en augustus 2014 vonden in Glasgow de Gemenebestspelen 2014 plaats.

- Glasgow was samen met Berlijn van 2 tot 12 augustus 2018 gaststad voor de inaugurale editie van de Europese Kampioenschappen, een multisportevenement dat de Europese kampioenschappen van meerdere sportfederaties groepeert.

- In augustus 2023 vond in Glasgow het eerste Super-WK wielrennen plaats, met o.a. het WK op de weg, WK mountainbike en WK baanwielrennen. De wegwedstrijden voor elite werden gewonnen door de Nederlander Mathieu van der Poel en de Belgische Lotte Kopecky; de tijdritten door de Belg Remco Evenepoel en de Amerikaanse Chloé Dygert.

## Verkeer en vervoer
Glasgow is een verkeersknooppunt in zuidelijk Schotland. De M8 verbindt de stad met de Schotse hoofdstad Edinburgh. Daarnaast gaan er snelwegen en andere doorgaande wegen naar het noorden van Schotland, de Schotse westkust en Engeland (via Carlisle).
Glasgow heeft twee centrale stations. De treinen uit Engeland, het zuiden van Schotland en enkele treinen uit Edinburgh komen op station Glasgow Central aan. Station Glasgow Queen Street is er voor treinen naar het noorden van Schotland en voor de snelste verbinding naar Edinburgh (via Falkirk High). Naast de diverse lokale spoorlijnen is er een metro van Glasgow, die bestaat uit een enkele cirkellijn met vijftien stations.
Glasgow International Airport is de luchthaven in de stad.

## Stedenbanden
- Bethlehem (Palestijnse Autoriteit)
- Dalian (China)
- Havana (Cuba)
- Neurenberg (Duitsland)
- Rome (Italië)
- Rostov aan de Don (Rusland)
- Turijn (Italië)

## Bekende personen uit Glasgow

### Muzikanten en bands uit Glasgow[9]
| - Belle & Sebastian - Craig Armstrong - Dananananaykroyd - Franz Ferdinand - Glasvegas - John Barrowman - Malcolm Young - Mark Knopfler - The Marmalade - Middle of the Road - Midge Ure - Mogwai |  | - My Latest Novel - Nicolette - Shitdisco - Simple Minds - Snow Patrol - Sons & Daughters - Texas - The Blue Nile - The Fratellis - Travis - Wet Wet Wet |

## Afbeeldingen

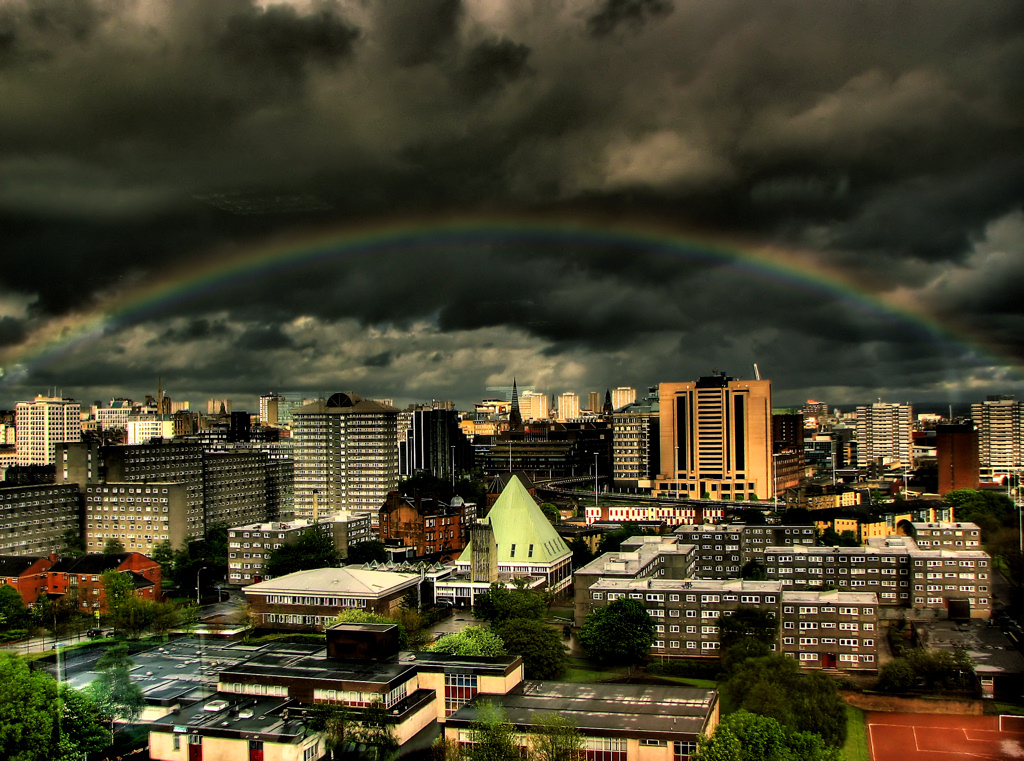
Centrum van Glasgow
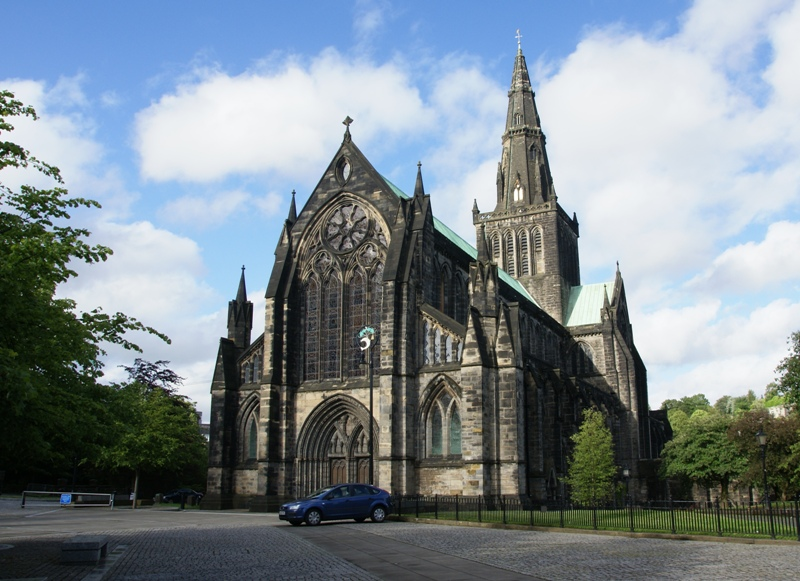
Glasgow Cathedral
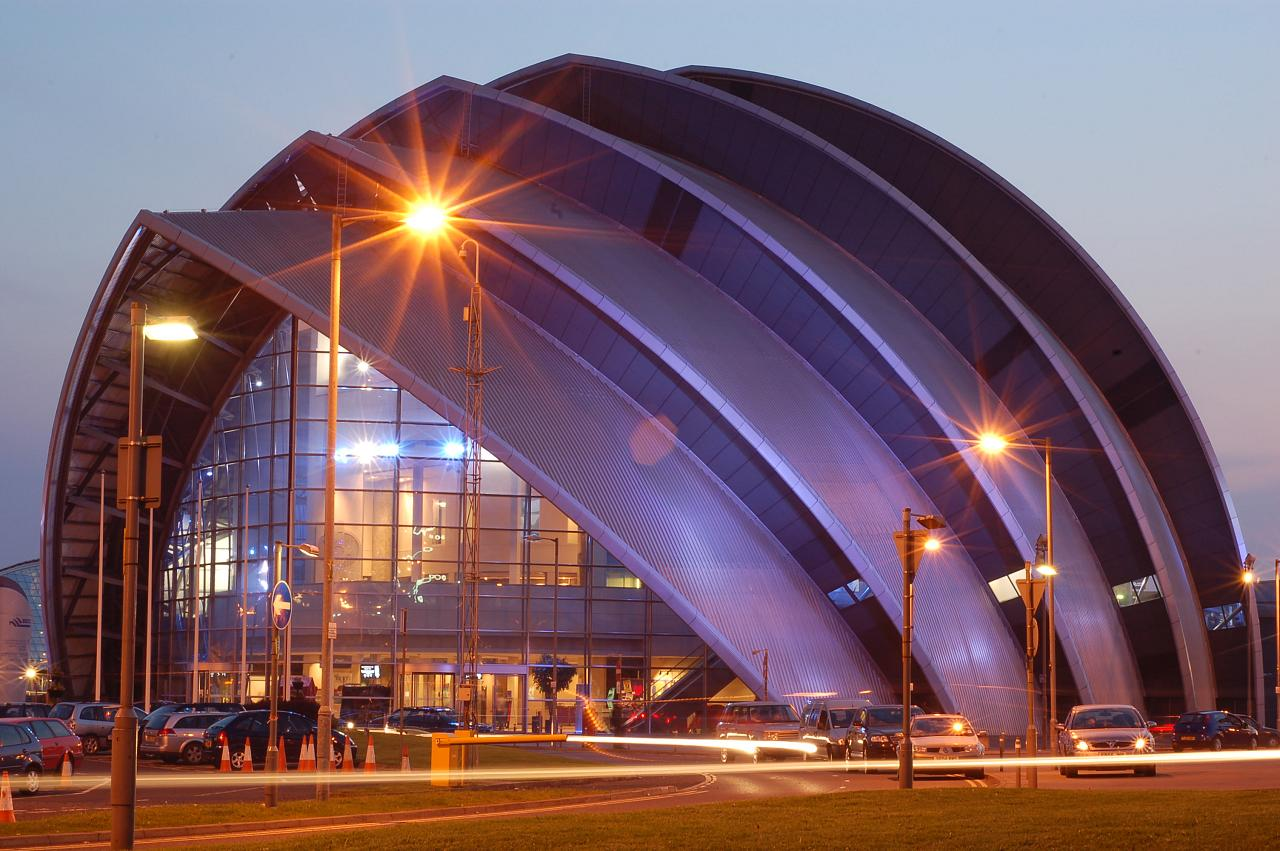
Clyde Auditorium
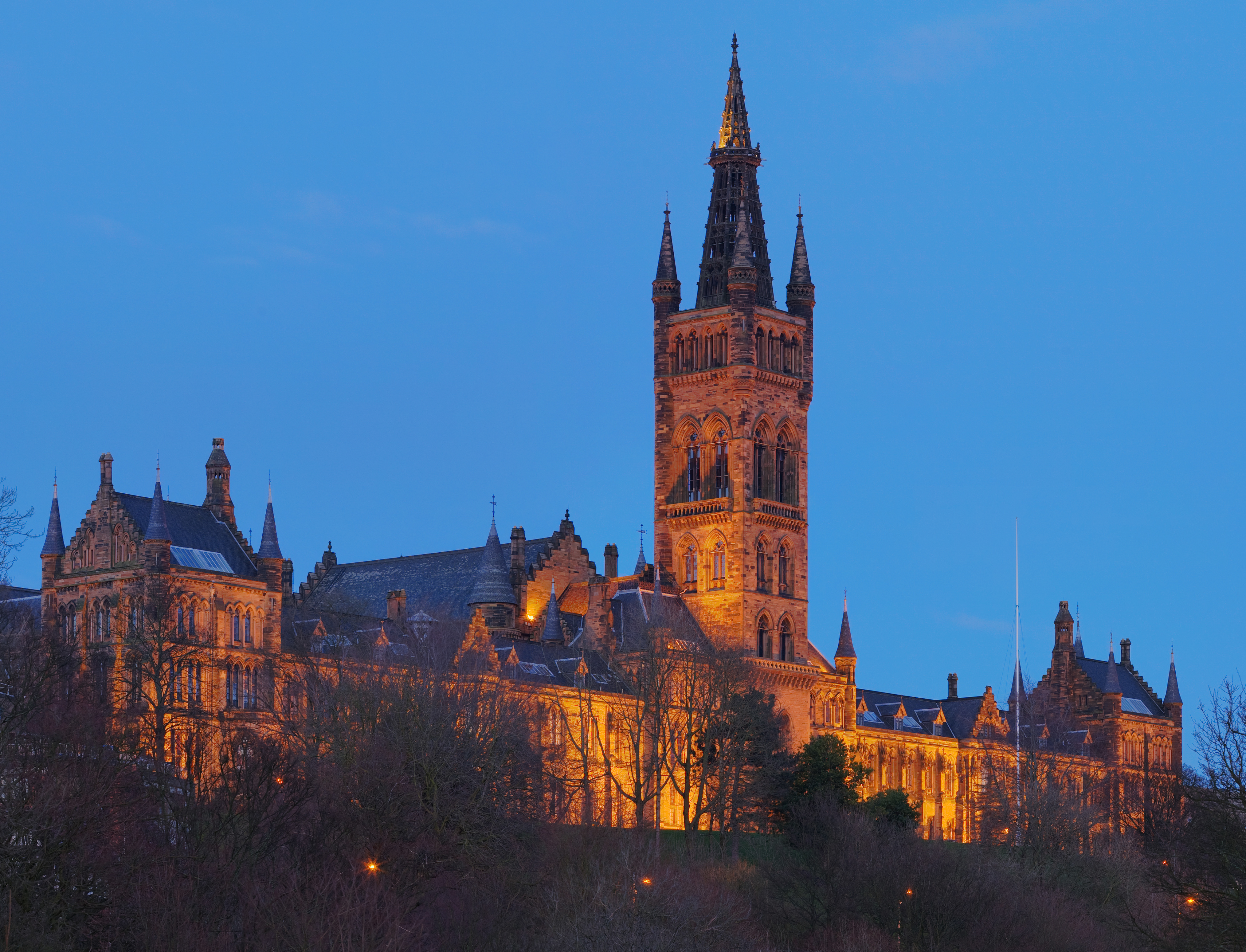
Universiteit van Glasgow
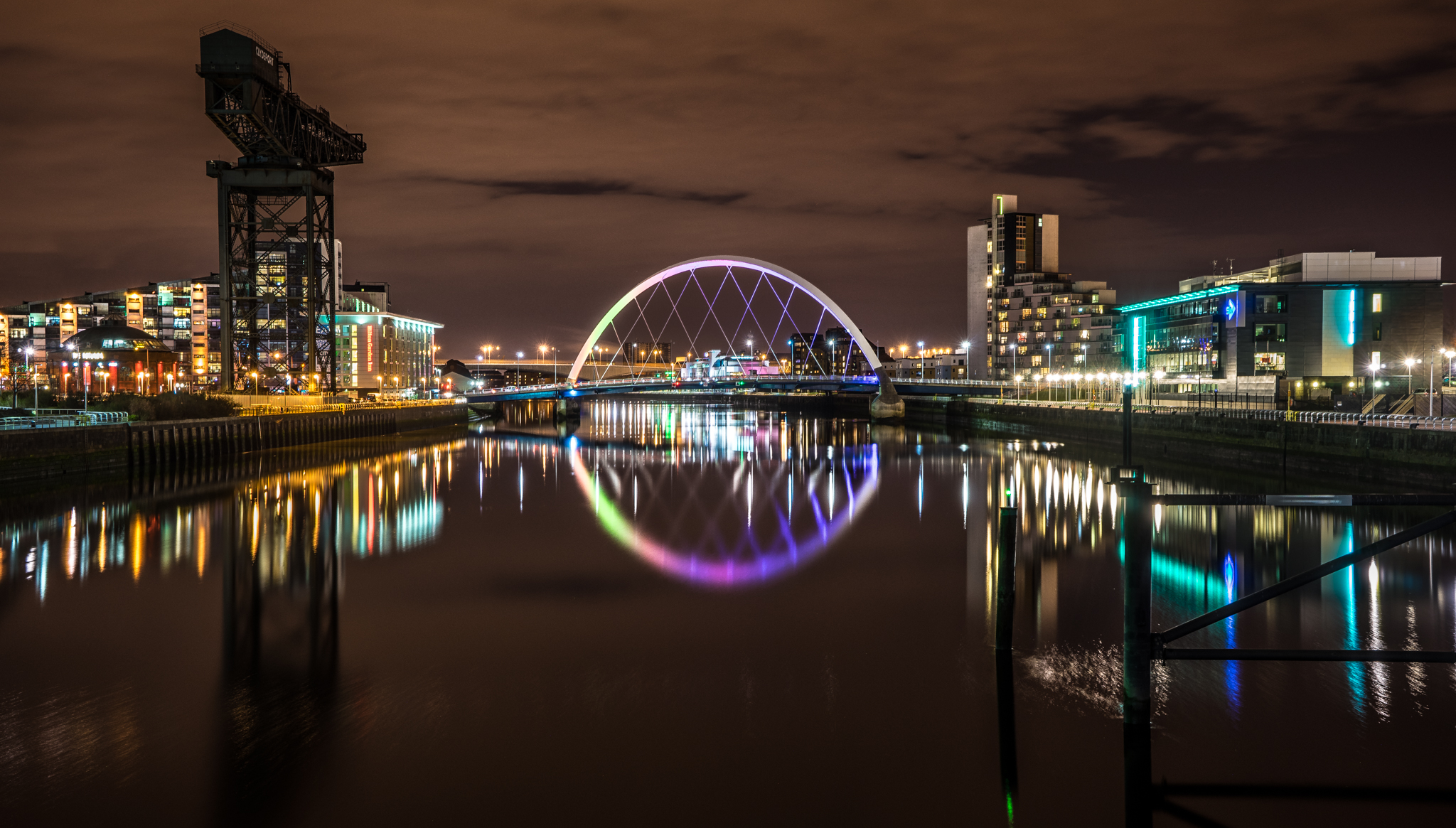
Clyde Arc